# Márton József (nyelvész)
Mándi Márton József (Iszkaszentgyörgy, Fejér vármegye, 1771. március 2. – Bécs, 1840. július 26.) nyelvész, lapszerkesztő; a Magyar Hírmondó és a Magyar Kurír szerkesztője, a Magyar Tudományos Akadémia levelező tagja. Számos nyelvtudományi munka, nyelvtan és szótár szerzője. mándi Márton István tanár, filozófus öccse.

## Pályája
A zsarolyáni és mándi Marton család sarja; Szatmár megyei régi adományos család, mely már a XIV. században Zsarolyány helység egy részét bírta. Református papi családból származott. Iskoláit 1779–1793-ig a Debreceni Református Kollégiumban végezte. 

Ezekben az években jó kapcsolatot tartott fenn a korszak jeles debreceni személyiségeivel, Diószegi Sámuellel, Földi Jánossal, Fazekas Mihállyal és Csokonai Vitéz Mihállyal. 1795-ben a jénai egyetemen filozófiát és természetrajzot tanult. Hazatérése után a báró Prónay-fiúk nevelője, majd a lőcsei evangélikus gimnáziumban erkölcstant és a természetrajzot oktatott. 1799-ben helytartótanácsi engedéllyel szabadságot kapott, hogy az országot nyelvismereti célból beutazhassa. Ennek során egyebek mellett tervezett szótáraihoz tájszókat, állat-, gyümölcs- és növényneveket gyűjtött, különféle mesteremberektől pedig az adott mesterség eszközeinek, fogásainak szavait. Magyar és német mesterektől egyaránt gyűjtött, az eszközöket, szerszámokat lerajzolta, és szükség esetén ezek segítségével értelmezte németül vagy magyarul az adott tárgyat. Útjáról visszatérve 1801-ben Görög Demeter, aki akkor Esterházy Pál herceg nevelője volt, Bécsbe hívta, hogy a magyar irodalommal kapcsolatos munkásságát és oktatói tevékenységét vele megossza. Ebben nyilván jelentős szerepet játszott Márton József 1800-ban megjelent magyar–német szótárának sikere is. Bécsben Márton először a Görög szerkesztette Magyar Atlas körüli munkálatokat végezte (1803–1811), később a Magyar Hírmondó c. hírlap szerkesztését kezdte el, amelyet a lap megszűnéséig (1803) folytatott. János főherceget és később 1806-ban Ferdinánd trónörököst magántanárként a magyar nyelvre tanította. Számos tevékenysége közben a cs. és kir. protestáns konzisztóriumnál titkári hivatalt viselt. 
1806-ban kinevezték a bécsi egyetemen a magyar nyelv és irodalom rendkívüli tanárának, de fizetést nem kapott, csak  tanítványai tiszteletdíjára volt utalva. Végül a magyar testőrségnél mint a magyar nyelv oktatója díjazással tanított.

Bécsben elmélyítette nyelvészeti tudását, alaposan tanulmányozta a korabeli szótárirodalmat, és foglalkoztatták őt a magyar nyelv szerkezetének sajátosságai, valamint eredetének kérdései is. A magyar nyelv szerkezetének alapvető vonásait elsősorban Ferdinánd trónörökös számára egy táblázatban foglalta össze 1806-ban (Tabellarische Übersicht), és 1812-ben ennek a táblázatnak a segítségével ismertette meg a magyar nyelvet Wilhelm von Humboldttal, aki akkor bécsi porosz követ volt. 
A német nyelv elsajátításának elősegítésére 1799-ben magyar nyelven írt egy német nyelvtant, majd ugyanebben az évben egy kis német–magyar szótárt. Ez alapozta meg jelentős szótárírói tevékenységét, amely nagy hatással volt a Magyar Tudományos Akadémia zsebszótáraira is (Magyar és német zsebszótár. Első, vagy magyar–német rész, 1835; Magyar és német zsebszótár. Második, vagy német–magyar rész,1838). 
Szótárírói terveinek megvalósítását segíthette, hogy megismerkedett Kresznerics Ferenccel, aki 1804 és 1806 között Bécsben tartózkodott. Lexikográfiai munkájának egyik fő mozgatórugója az volt, hogy a 18. század meghatározó szótára, Pápai Páriz Ferenc több kiadást megért magyar–latin és latin–magyar, illetve magyar–latin–német szótárai mind szóállományukat, mind pedig struktúrájukat tekintve elavultak. Márton József főként a következőket kifogásolta: hiányoznak belőlük a beszélt nyelvi szavak; sok bennük az elavult szó; nem pontosak a jelentés-megfeleltetések; nincs bennük elegendő szókapcsolat; a német részt is tartalmazó kiadásokban sokszor hibásak a német értelmezések. Tervezett szótárának címszóállományába több tájnyelvi szót készült megadni, és a jelentések közlésének sorrendjében az általános, széles körben használatos jelentések felől a kevésbé elterjedtek felé haladást tartotta helyesnek. A szótári címszóállományt tekintve problémának tartotta a latin eredetű tudományos műszavak kezelését. Ezzel összefüggésben azt is megoldandó kérdésnek tekintette, hogy mi legyen ezen latin szavaknak még nem kellően elterjedt magyar (magyarított) megfelelőivel, és hogy a nyelvújításkor keletkezett új szavakat kell-e valamilyen módon jelölni a szótárban. Összességében a közhasználatot tekintette az általános szótár szerkesztési alapelvének, és elmondható, hogy magyar–latin (–német) szótáraival nagy lépést tett a művelt magyar köznyelv szótárának megalkotása felé. 
Márton József szótárai tizenhárom kiadást értek meg, magyar nyelvtanát pedig 1810 és 1840 között tízszer adták ki, ami abban az időben szinte példátlan volt. Tudományos tevékenységéért és a magyar nyelv ügyében a sajtóban végzett munkájáért a Magyar Tudós Társaság az első nagygyűlésén, 1831. február 17-én levelező tagjává választotta. 1823-ban Bereg vármegye tiszteletbeli táblabírája volt, élete utolsó éveiben a kormány háromezer forint évdíjat rendelt számára. 
Cikkei jelentek meg a Hazai s Külföldi Tudósításokban (1827. II. 50. sz. Pánczél Dániel a Magyar Kurír szerkesztője), a Magyar Kurírban (1826. II. 36. sz. Szülékhez és nevelőkhöz intézett jelentés), a Társalkodóban (1838. 6. sz. Barton Catts Károly magyarul beszélő angol utazó).
Szerkesztette a Magyar Hírmondót 1801–1802-ben és a Magyar Kurírt 1827. december 22-től 1834 végéig, valamint ennek mellékleteit: Olvasó Könyvtár, Bécs leírása stb. (1829) és a Sokfélét 1832–34-ig Bécsben.
Kiadta Csokonai Vitéz Mihály munkáit négy kötetben (Bécs, 1810) és Fazekas Mihály Lúdas Matyijának javított kiadását. Számos nyelvkönyve és szótára került kiadásra.
A korabeli források szerint 1840. július 26-án Bécsben, szélütés vagy tüdőbénulás következtében hunyt el.

## Munkái
- Német grammatika. Egy német olvasnivaló-könyvvel és ahhoz tartozó lexikonnal együtt. Kassa, 1799. (Tizenkilencedik kiadása 1856-ban jelent meg; 7. kiadás)
- Uj német-magyar és magyar-német lexicon, vagyis szókönyv.  I. Német–magyar rész: Kassa, 1799; II. Magyar–német rész: Pozsony, 1800. (Ez a szótár is több kiadást ért; 2. kiadás, német-magyar rész)
- A magyar lexiconnak szükséges voltát tárgyaló elmélkedések és egy új lexicon készítésének módja. Uo. 1802. (A Magyar Hirmondó melléklete).
- Ungarische Grammatik, wodurch der Deutsche die ungarische Sprache richtig erlernen kann (Farkas Johann, Ungarische Sprachlehre für Deutsche, verbessert und vermehrt). Wien, 1805.
- Farkas Johann, Ungarische Sprachlehre für Deutsche, verbessert und vermehrt. Uo. 1805.
- Ungarisches Lesebuch, sammt einem dazu gehörigen Wörterbuch. Uo. 1805.
- Tabellarische Übersicht der grammatischen Bauart der ungarischen Sprache. Uo. 1806. (Ferdinánd főherceg koronaörökös számára készítette.
- Pannonia, eine Zeitschrift zur Verbreitung der Ungarischen Sprache ... Uo. 1809. Három kötet.
- Versuch einer ausführlichen praktischen ungarischen Sprachlehre für Deutsche, nebst dazu gehörigen CLXVIII Aufgaben und Uebungsstücken so wie auch zwei ungarischen Lesebüchern mit einem Wörterbuche. Uo. 1810. Ezt követi: Ungarisches Lesebuch mit einem erklärenden Wörterbuche und erläuternden grammatischen Anmerkungen. Magyar olvasókönyv ahhoz tartozó szólajstromokkal és világosító grammatikai jegyzésekkel együtt. Uo. 1809.
- Bertuch természethistoriai ... képeskönyve. Magyarra ford. Uo. 1810-1816. Tíz darab.
- Magyar Atlás, az az: Magyar-Horvát és Tót-országok Vármegyéinek, Szabad kerületeinek és a Határőrző Regementek Vidékeinek közönséges és különös Táblái. Uo. 1811. (Kezdette Görög és Kerekes, 1803-tól folytatta és 1811-ben bevégezte M. J.). 62 tábla.
- Repertorium, vagyis Mutató Táblák, mellyek a Magyar Atlás Mappáiban található minden magyarországi, horvátországi és szlavóniai városok, mezővárosok, helységek, nevezetesebb puszták, folyóvizek és hegyek neveit ábéce rendben, magyar, deák, német, tót, horvát és oláh nyelveken, a fekvéseket jelentő vármegye nevével és a járás számával együtt előadja. Uo. 1812.
- A juhhimlő beoltásáról és a spanyol fajú juhokkal való bánás legjobb módjáról. Németből Szick György után ford. Uo. 1812. (2. bőv. kiad., 1817. 3. k. 600 névvel bővítve, 1838.)
- Második magyar olvasókönyv ahhoz tartozó szókönyvvel együtt. Uo. 1812. (1840-ig kilenc, többször javított kiadást ért meg.)
- Három nyelvből készült oskolai lexikon, vagyis szókönyv, mellyet a magyar ifjúság számára most harmadszor deák nyelvel megbővítve kiadott ... Első darab: Német-magyar-deák rész. Második darab. Magyar-német-deák rész. Uo. 1816. két kötet.
- Lexicon trilingve latino-hungarico-germanicum ad ductum lexici scholastici Schelleriani et Kirschiano-Borniani, ac vocabulis medii aevi terminisque scientiarum technicis, ubique distinctis, auctum. Addito terminorum juridicorum, imprimis in jure hungarico usitatorum, glossario. Uo. 1818. Két kötet.
- Német-magyar-deák lexicon. A mai legjobb szókönyvek, különösen Kraft német.-deák lexicona szerént ... A Trilingue lexicon második része. Uo. 1821-1823. Két kötet.
- Értekezés a magyar nyelv eredetéről, természeti tulajdonságairól, kimivelhetése ... módjáról. Bécs, 1830.
- Görög Demeter ... életleírása, és a magyar literatura előmozdítása által, valamint a nevelés pályáján szerzett érdemei. Bécs, 1834.
- Worte der Freude, zur feierlichen Huldigung Sr. Majestät Ferdinand des Ersten, Kaiser von Österreich ... Bécs, 1835.
- Leichtfassliche theoretisch-praktische Grammatik der ungarischen Sprache für Schüler der untern Classen. Nach der 8-ten ganz umgearbeiteten und verbesserten Ausgabe seiner grössern praktischen ungarischen Sprachlehre als Auszug von ihm selbst bearbeitet. Bécs, 1838.
- Gyönyörködtetve tanító magyar olvasókönyv, különösen a magyar nyelvet tanulók számokra. Bécs, 1840.
- Ungarische Sprachlehre auf 12 Tafeln dargestellt. Pest, 1844.